# Kaing Guek Eav
Kaing Guek Eav (pronunciado en español "Kang Guekauv", en jemer កាំង ហ្គេកអ៊ាវ) (Kampong Chen Tboung,  Provincia de Kompung Thom; 17 de noviembre de 1942-Phnom Penh,  2 de septiembre de 2020) fue un criminal camboyano, conocido por su nombre militar como «Duch» (otras fuentes escriben Douch). Su familia pertenece a la etnia sino-jemer. Fue conocido entre 1976 y 1979 por haber sido el director del principal centro de interrogaciones y ejecuciones de los jemeres rojos en Phnom Penh, centro que era de carácter secreto y se conocía entre los máximos dirigentes del régimen de la Kampuchea Democrática bajo el código S-21. También era llamada Tuol Sleng o Santebal. 
Duch fue el máximo comandante de la unidad militar del mismo nombre, S-21 o Santebal, que era la unidad de servicios de seguridad de los jemeres rojos. Dicha unidad sería la que conformaría la prisión en los locales de un prestigioso colegio de la capital camboyana después de que esta cayó bajo el comando de los jemeres rojos durante la guerra civil camboyana. Según las fuentes del Centro de Documentación de Camboya y de diferentes autores estudiosos del tema, más de 14 mil personas fueron arrestadas con sus familias y conducidas a Tuol Sleng para ser interrogadas por medio de torturas y posteriormente ejecutadas durante los cuatro años que duró el régimen. Todos las interrogaciones y muertes estuvieron bajo el comando de Kaing Guek Eav.
Duch vivía en la prisión con su mujer y sus dos hijos menores de edad y huyeron de Tuol Sleng el 7 de enero de 1979 ante la inminente caída de Phnom Penh en manos del ejército vietnamita. En 1996 se convirtió al cristianismo protestante en una misión estadounidense en el occidente del país en donde vivía bajo otra identidad y en donde se dedicaba a ser profesor en una escuela. En 1999 concedió una entrevista al periodista británico Nic Dunlop, lo que motivó su arresto, pero fue retenido sin juicio durante 510 semanas, lo que en sí constituía una violación del debido proceso.
El 17 de febrero de 2009 se inició el juicio como el primer líder de los jemeres rojos en ser juzgado por crímenes de guerra después de treinta años de la caída del régimen. El juicio fue adelantado por un tribunal internacional en Phnom Penh. En febrero de 2012, el tribunal Internacional de Camboya revisó la condena ampliándola a cadena perpetua.

## Primeros años

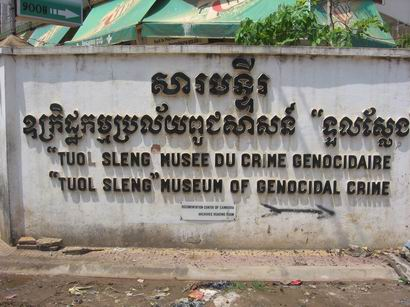
Anuncio en la Calle 113 del centro de Phnom Penh que antecede el Museo Tuol Sleng, en donde estuvo la prisión S-21.

Kaing Guev Eak nació en 1942 en una familia chino-jemer en Kompong Chen, Provincia de Kompung Thom, la misma provincia de Pol Pot. Desde niño demostró una gran dedicación a los estudios, especialmente por las matemáticas e incluso ganó un premio nacional en esa materia.  En una entrevista a su madre registrada por el camboyanista estadounidense David Chandler en 1980, esta dijo que «su hijo siempre estaba inmerso en los libros».
Un comerciante de la región le patrocinó los estudios en el Liceo Sisowath (Lycée Sisowath) donde se especializó en matemáticas y ocupó el segundo puesto en las pruebas nacionales de 1959 en esa materia.
Terminados los estudios, fue profesor de matemáticas en su provincia natal. En una entrevista a Chandler, uno de sus antiguos alumnos dijo:

"Era conocido por la precisión de sus lecciones, como si estuviera copiando el texto de su mente al tablero".

El 15 de mayo de 2000, los estudiosos del régimen de los jemeres rojos, Phat Kosal y Vanthan Peo Dara, entrevistaron a Kim Suor, otro de los antiguos alumnos de Kaing Guev Eav en Kompung Thom, el cual testimonió:

"Estudié con él en [aldea] Skuon en algún periodo de 1964. Enseñaba geometría, química y matemáticas y materias de cultura jemer también. Sus actividades eran diferentes de aquellas de otros profesores. Era más cercano a los estudiantes y se veía que los estudiantes lo apreciaban".

## En Phnom Penh
En 1964 obtuvo un puesto en el Instituto de Pedagogía de la Universidad de Phnom Penh. En este primer periodo en la capital del país tuvo contacto con los movimientos comunistas y le despertaron inquietudes políticas.
Como no tenía familiares en Phnom Penh, Kaing Guek Eav se hospedó en una pagoda. Según testimonios recogidos por Huy Vannak, estaba centrado en su trabajo como docente, ajeno al licor y los juegos de azar y solo obsesivo con el cigarrillo.
Un grupo de estudiantes chinos comunistas que estaban en la Universidad de Phnom Penh fue el primer contacto de Kaing Guek Eav con el movimiento que cambió el rumbo a su vida. Según Sarum, un alumno de Kaing Guek Eav en la universidad, los estudiantes extranjeros impresionaron con sus ideas al profesor, el cual le dijo antes de ingresar en la revolución:

"Hago política para liberar al pueblo y ayudar al pueblo. No podemos dejar que los imperialistas aplasten la cabeza del pueblo".

Sarum testimonió además que muchos jóvenes que vivían con Kaing Guev Eav en los dormitorios de la pagoda budista, se unieron con él a la revolución.[cita requerida]

## Ingreso en la revolución
Kaing Guek Eav abandonó el Instituto de Pedagogía después de su ingreso oficial en la revolución comunista, en un tiempo en el cual el gobierno del prínciple Norodom Sihanouk perseguía todo movimiento afiliado a dicha corriente. 
Se desplazó entonces a Kompung Cham donde enseñó en el Liceo Chhoeung Prey por un breve tiempo y donde enrola a uno de sus estudiantes, Ky Suk Hy, en la revolución. El gobierno había declarado el comunismo ilegal y había destinado a la policía secreta para arrestar a quienes militasen en las filas comunistas.[cita requerida]
Kaing Guek Eav fue arrestado en 1967 por comunista y estuvo en prisión sin seguírsele un juicio reglamentario. 
El 1970 el general Lon Nol dio un golpe de Estado contra el príncipe Norodom Sihanouk con la simpatía de los Estados Unidos. El dictador alineó inmediatamente a Camboya con Vietnam del Sur, lo que involucró de manera directa al país en la guerra de Vietnam. Uno de los primeros actos de gobierno de Lon Nol fue liberar prisioneros políticos, lo que benefició a Kaing Guek Eav que, una vez libre, se unió a los jemeres rojos.[cita requerida]

## Director en M-13
Kaing Guek Eav se unió definitivamente al ala militar bajo el comando del comunista Sok Thuok (el mismo que sería ejecutado en S-21 en 1978 por órdenes del mismo Guek Eav). Su inteligencia táctica le traería bien pronto relevancia en las filas y comienza a ser conocido como "Camarada Duch".[cita requerida]
En 1971 Vorn Vet y Son Sen lo nombraron encargado de los servicios de seguridad, en una unidad especial denominada Santibal para detectar enemigos ocultos. Fue nombrado comandante de la llamada Oficina M13, con la misión de purgar las filas revolucionarias de infiltrados, especialmente de camboyanos venidos desde Vietnam del Norte. En ese mismo año un intelectual francés, François Bizot, fue capturado por unidades de M13 cuando realizaba estudios sobre textos antiguos budistas jemeres en los Montes Cardamomos. Bizot iba con dos asistentes y fue encadenado e interrogado personalmente por Kaing Guek Eav que lo acusaba de espía de la CIA y que lo sentenció a muerte. Por alguna razón, Kaing Guev Eav lo dejó en libertad, pero ejecutó a sus dos asistentes camboyanos.
En 1973 se casó con una joven artista revolucionaria de nombre Leak, hija de un capitán y fue transferido al Sector 25, al norte de Phnom Penh.[cita requerida]
M-13 fue una prisión en la selva y fue movida en varias ocasiones, siempre bajo la dirección de Kaing Guev Eav. Según las descripciones de Huy Vannak a partir de los testimonios en su estudio, así era M-13:

Las oficinas de Duch eran en dos edificios de madera y techo de paja de 4 por 6 metros de tamaño. El área de celdas era de 18 por 25 metros y estaba rodeada por una valla de bambú de 3 metros de altura. Adentro había tres hoyos adyacentes que formaban una "U" (literalmente la forma de una "koh" que es la primera letra del alfabeto jemer), para retener a los prisioneros varones. Cada hoyo era de 2 metros de profundidad por 2 metros de ancho por 10 metros de largo y podía contener entre 20 y 30 prisioneros. Entre los tres hoyos había un lugar para prisioneras. Los prisioneros permanecían en las barracas todo el tiempo. Cada vez que llovía, los prisioneros eran inmersos en agua.

Los guardias de M-13 eran diez varones con edades entre los doce y los quince años:

"Esos niños eran sádicos y crueles. Golpeaban con crueldad a los prisioneros que eran siempre interrogados sobre una cosa u otra".

## Director en S-21

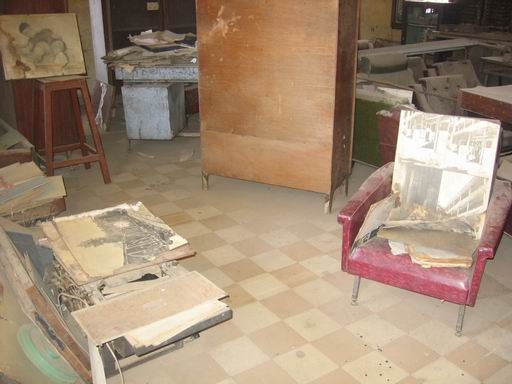
Archivos de S-21, cuidadosamente guardados y sistematizados por Duch, gracias a sus experiencias como educador.

En abril de 1975 los jemeres rojos entran a Phnom Penh y se abre la vía para la fundación de la Kampuchea Democrática. Phnom Penh es evacuada completamente. El nuevo régimen transfiere las funciones de M-13 a la desolada capital. Para ello se destinan las instalaciones del prestigioso colegio Tuol Sleng.  
La organización, diseño, estructura y reglamento de la prisión fue encargado a Duch. En ello su experiencia como profesor le ayudó bastante, especialmente en la manera de archivar reportes y documentación. En principio la prisión fue llamada "Oficina 15".
Uno de los antiguos guardias de S-21, Him Huy, habló del carácter de Duch como director de la prisión:

"Era fuerte. Era claro. Haría lo que decía (...) ¡Ah! ¿Qué tipo de hombre era? Era más allá de toda razón (hous haet). Nunca mató a nadie por sí mismo".

Para Him Huy, Duch no era cruel porque hubiese hecho ejecutar 14 mil personas, sino porque había dejado que dos de sus cuñados fueran llevados a S-21 y puestos a muerte.
Los repetidos ataques del régimen de Pol Pot en contra de Vietnam atrajeron la invasión de ese país a Camboya, lo que derrocó el régimen y abrió un nuevo periodo de guerras civiles. El 7 de enero de 1979, después de dar la orden de ejecutar a todos los prisioneros y quemar el mayor número de evidencias, Duch salió de S-21 con su mujer y sus hijos y desapareció de la historia.[cita requerida]

## Conversión cristiana

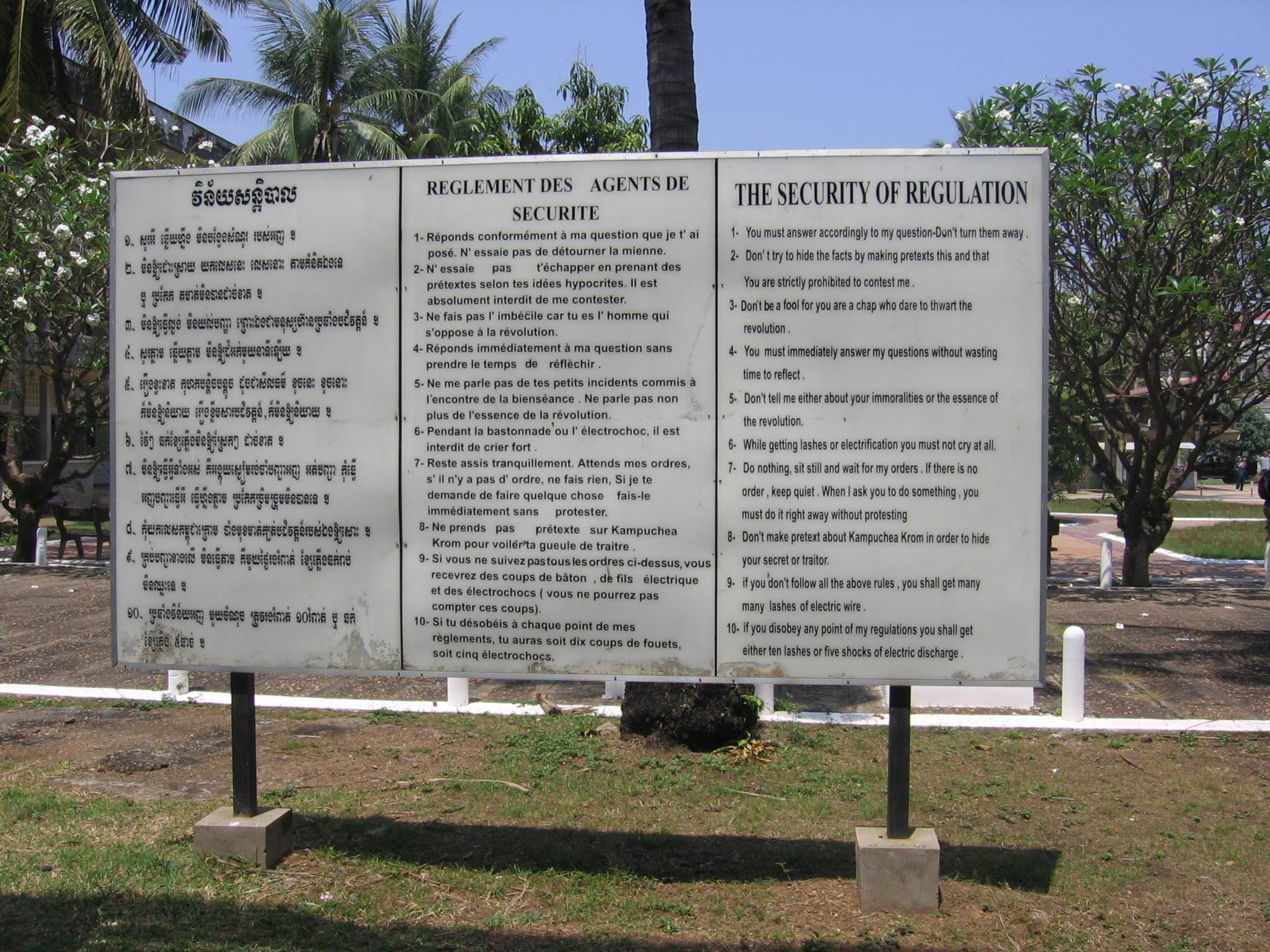
El reglamento diseñado por Duch (Punto cuatro: "Usted tiene que responder a mis preguntas sin darse tiempo para pensar").

Duch huyó a la frontera con Tailandia, como muchos refugiados camboyanos durante la invasión vietnamita. Estuvo en el campo de refugiados hasta 1989 y cambió su nombre por el de Hang Pin. Ese año se hizo comerciante en la Provincia de Banteay Mean Chey, al occidente del país y que estuvo bajo control de los jemeres rojos hasta finales de la década de 1990.
En 1992 se fue con su familia y un grupo de ex-jemeres rojos a una aldea de Battambang de nombre Phkoam. En el lugar había una iglesia cristiana evangélica de origen estadounidense la cual comenzó a frecuentar y se termina por bautizarse. Atendió cursos de evangelización en Battambang y fue contratado en la escuela de Phkoam como profesor de matemáticas, física y química, ocupación que ocupó hasta 1995. El director de la escuela, Cheam Sochoeng, dijo al periodista Stephen Kurczy en febrero de 2009, que Duch era un profesor exigente y preocupado porque los niños aprendieran bien sus lecciones.
Thuor Ham, uno de sus alumnos de este segundo periodo como profesor, dijo:

"Parecía diferente de los otros profesores. Ellos enseñaban del libro, pero él no. Él sólo ponía el libro sobre el escritorio sin abrirlo. La mayoría de los estudiantes querían estudiar con él. Si un estudiante no entendía, él le explicaría hasta que entendiera.

Un vecino de Duch en Phkoam:

"Su educación e inteligencia eran bien conocidas en la aldea. La gente lo llamaba "Kru Ta o Gran Maestro, porque podía hablar cinco idiomas".

## Confesión
En una de las últimas entrevistas a Pol Pot antes de su muerte el 15 de abril de 1998, este negó que S-21 hubiese existido y afirmó que todo había sido una invención de los vietnamitas para desprestigiar su régimen. Dicha declaración indignó a Duch, quien contactó con el periodista británico Nic Dunlop y confesó la existencia de S-21 y sus propios crímenes, de los cuales se sentía arrepentido. La publicación de la historia de Thayer hizo que la policía camboyana arrestara a Duch el 9 de mayo de 1999.
Duch fue conducido a la prisión militar de Phnom Penh, pero no se le siguió ningún proceso penal. Sin embargo, el tribunal militar llenó varios cargos en su contra como crímenes contra la seguridad nacional, genocidio, crímenes contra la humanidad, crímenes de guerra y finalmente, crímenes contra personas protegidas. 
En tanto, la discusión entre las Naciones Unidas y el gobierno camboyano del primer ministro Hun Sen tardó tres décadas para establecer un tribunal internacional mixto que pudiera juzgar los crímenes de los jemeres rojos. 
Aprobado y establecido por fin el tribunal en 2005, se formalizó el arresto de Duch el 31 de julio de 2007, día en el cual fue trasladado de la prisión militar al centro de retención del tribunal internacional de Camboya.
En febrero de 2008, como parte del procedimiento legal del tribunal, Duch fue llevado al lugar de los crímenes en Tuol Sleng con su consentimiento. En un acto que conmovió a los presentes, pidió perdón a las víctimas y dijo antes de romper en llanto:

"Les pido perdón... sé que no pueden perdonarme, pero les pido dejarme la esperanza de que puedan".

Una de las víctimas sobrevivientes de S-21 y que asistió a la visita de Duch a la antigua prisión, gritó:

"He aquí las palabras que había añorado oír desde hace 30 años”.

## Juicio
El 7 de enero de 2009 se cumplieron 30 años en los que Duch salió de S-21 con su familia y desapareció. En todo ese tiempo ninguna acción legal fue llevada a cabo para castigar los crímenes del régimen.
En ese mismo mes el Tribunal anunció que el primer juicio en contra de un líder sobreviviente de los jemeres rojos tomaría lugar en febrero y que el acusado sería Duch por crímenes de guerra, crímes contra la humanidad, genocidio y tortura. 
En la primera semana de febrero, el gobierno de Vietnam presentó ante el Centro de Documentación de Camboya, la entidad encargada de registrar las evidencias de crímenes de los jemeres rojos, un vídeo de las tropas vietnamitas ingresando a Phnom Penh el 7 de enero de 1979 y en particular a Tuol Sleng en donde se ven los cadáveres de prisioneros recién asesinados y cinco niños vivos que sobrevivieron.
El 17 de febrero de 2009 y por primera vez en 30 años desde que cayó el régimen de los jemeres rojos, se abrió un juicio en contra de uno de sus líderes.Finalmente fue condenado a 35 años de prisión con la consecuente indignación de los camboyanos.
El 3 de febrero de 2012 se cambió su sentencia, previamente apelada y fue condenado a cadena perpetua. Según el tribunal, su primera condena no estaba a la altura de los crímenes que se cometieron.

## Fallecimiento
Duch falleció el 2 de septiembre de 2020 en el Hospital de la Amistad Jemer-Soviética de Phnom Penh mientras cumplía cadena perpetua por crímenes contra la humanidad. Tenía setenta y siete años.